# Lana Gordon
Lana Gordon est une chanteuse américaine, née[Quand ?] à New London dans le Connecticut, ayant principalement tenu des rôles dans des reprises de comédies musicales de Broadway.

## Biographie
En 1989, elle étudie la danse à l’école Alvin-Ailey de New York. Elle travaille pendant trois ans sous la direction de Sylvia Walters, avant de rejoindre l’ensemble The/Group de Donald Bird. Fin 1994, elle joue le rôle de Dionne dans la tournée européenne de la comédie musicale Hair.
En 1997, Gordon fait ses débuts à Broadway dans Le Roi lion, comédie musicale dans laquelle elle joue durant deux ans et demi. En 2000, elle joue dans Jesus Christ Superstar, puis retourne jouer le rôle de Shenzi dans Le Roi lion. À partir de 2003 et pendant 5 ans, elle prend le rôle d’Anita dans West Side Story. Elle se lance ensuite dans une carrière solo de chanteuse en Europe.
Gordon a également travaillé comme mannequin aux États-Unis, tant dans la presse que dans des publicités télévisuelles.